# 창덕궁 뽕나무

창덕궁 뽕나무는 창덕궁에 있는 뽕나무로 대한민국의 천연기념물 제471호이다.
창덕궁 관람지 입구 담 가에 있다. 조선시대 양잠을 장려하기 위해 심은 것으로 알려진다. 이 뽕나무는 특별히 수형이 아름답고 보기드문 노거수인데다 조선시대 궁궐의 양잠 장려의 역사를 기억하고 보존하기 위해  문화재로 지정되었다.
창덕궁 뽕나무는 창덕궁의 관람지 입구 창경궁과 경계를 이루는 담 주위에 위치하며 나무높이 12.0m, 가슴높이 줄기둘레는 239.5㎝로 뽕나무로서는 보기 드문 노거수일 뿐만 아니라 창덕궁 내 뽕나무 중에 가장 규모가 크고 수형이 단정하고 아름답다.

## 참고 자료
- 나명하 (2006년 4월 5일). “「창덕궁의 뽕나무」, 「창덕궁의 회화나무」 천연기념물 지정”. 문화재청 보도자료. 2008년 1월 18일에 확인함.[깨진 링크(과거 내용 찾기)]